# Komiks

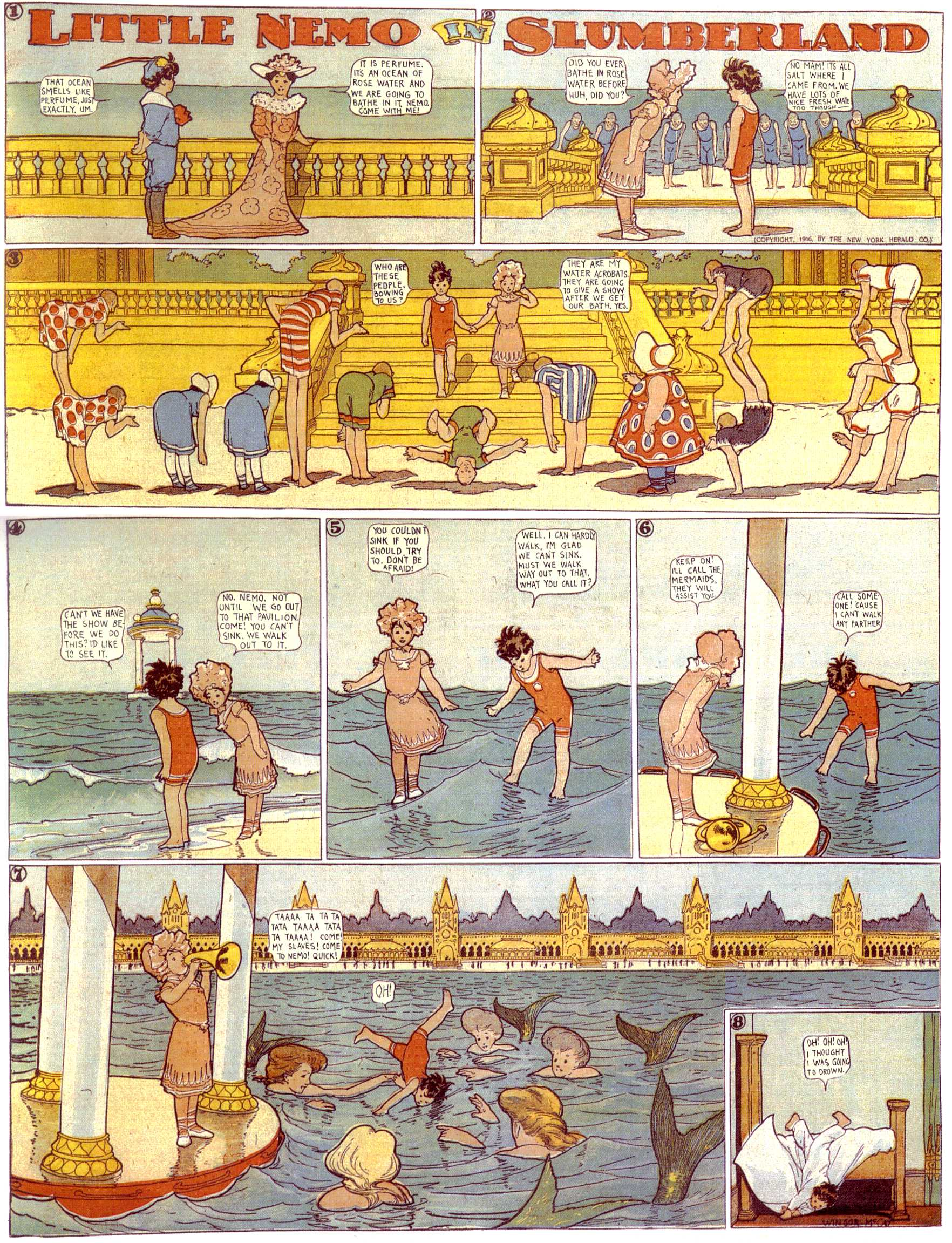
Komiks „Malý Nemo“ (rok 1906). Malý Nemo je fiktivní postava, kterou vytvořil americký kreslíř Winsor McCay

Komiks je umělecké médium, někdy označováno jako „deváté umění“, ve kterém jsou za sebou chronologicky uspořádány kresby nebo jiná zobrazení s případným doprovodným textem v cílených sekvencích. Dohromady tedy vytvářejí celek, nejčastěji příběh. Jednomu obrázku, který většinou zachycuje jeden okamžik, se v komiksové terminologii říká panel.

## Typické rysy
Komiksy se většinou vyznačují používáním „bublin“ k zobrazení mluvené řeči nebo myšlenek, velmi často jsou monology nebo doprovodné texty vypravěče napsány v obdélnících uvnitř jednotlivých panelů. Tradičním rysem komiksů, který však není podmínkou, je též využívání karikatury, a to převážně při zobrazování postav. Pozadí bývá po vzoru kreslíře Hergého zobrazováno spíše realisticky, pro zvýšení důvěryhodnosti prostředí, ve kterém se hrdina pohybuje. Americké mainstreamové komiksy se vyznačují snahou o co nejrealističtější zobrazení postav i prostředí. V poslední době však přibývá experimentátorů, kteří tyto tradiční zvyky úmyslně popírají.
Pokud je komiks krátký (obvykle 3–5 panelů), nazývá se strip (angl. proužek). Ze slovního spojení „comic strip“ též vzniklo v první polovině 20. století samotné slovo „comics“, které bylo později počeštěno na „komiks“. Pokud je na konci slova psáno písmeno x, tedy comix (popř. komix[zdroj⁠?!]), bývá tím obvykle označován americký undergroundový komiks, který zažil velký rozkvět v 60. a 70. letech minulého století.

## Historie

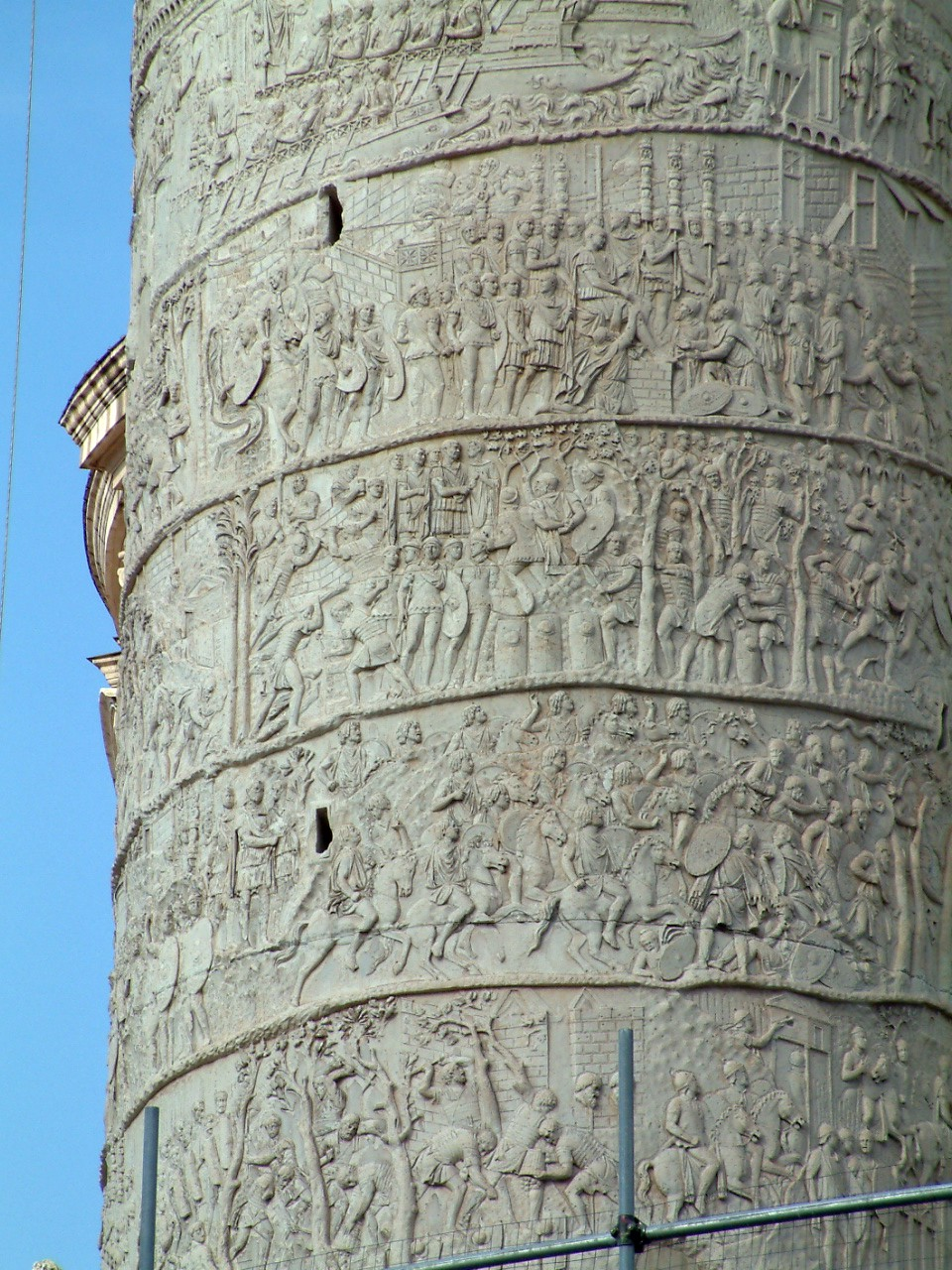
I vyprávění na Trajánově sloupu v Římě se dá považovat za komiks

Byť je v povědomí velké části čtenářů komiks fenoménem až od 20. století, dají se předchůdci komiksu, které odpovídají jeho dnešnímu chápání, najít už v umění starověkého Egypta. Byly nalezeny nástěnné malby, pocházející ze 2. tisíciletí př. n. l., zaznamenávající pásem obrázků a textů proběhlé děje. Kresby podobného typu jsou známy i z předkolumbovské Ameriky.
Už od raně křesťanských dob se objevují iluminované rukopisy, jejichž charakter má ke komiksu velmi blízko. Výrazné ilustrace měly již Koptské a Irské rukopisy, velké bohatství iluminací se objevuje po přelomu tisíciletí. Významným středověkým komiksem je krumlovská Liber depictus, kde je text doprovodem obrazu, nikoli naopak jako v jiných manuskriptech. Čitelné originální řazení do panelů je vidět na tzv. Pařížském zlomku Dalimilovy kroniky, jinak je obvyklé řadit panely na šířku řádků pod sebe. Též čtrnáct zastavení tzv. Křížové cesty je de facto komiks.[zdroj?]
Za svého druhu komiks lze považovat například i tapisérii z Bayeux – rozsáhlé dílo vykreslující metodou kontinuální ilustrace (známou z Trajánova sloupu či egyptských a mezopotamských záznamů) příběh dobytí Británie Normany roku 1066. Tapisérie obsahuje kromě obrazu také doplňující texty, které byly i v knižní produkci obvyklé a často na sebe braly podobu tzv. mluvících pásek, svitků s přímou řečí vycházejících z hovořících postav.
Masové rozšíření kreslených seriálů bylo umožněno až vynálezem knihtisku. Už v roce 1460 vychází kreslené Utrpení svatého Erasma.[zdroj?] Ve své době bylo velmi oblíbené. Možná i proto, že brutalitou si nezadalo s dnešní undergroundovou produkcí.

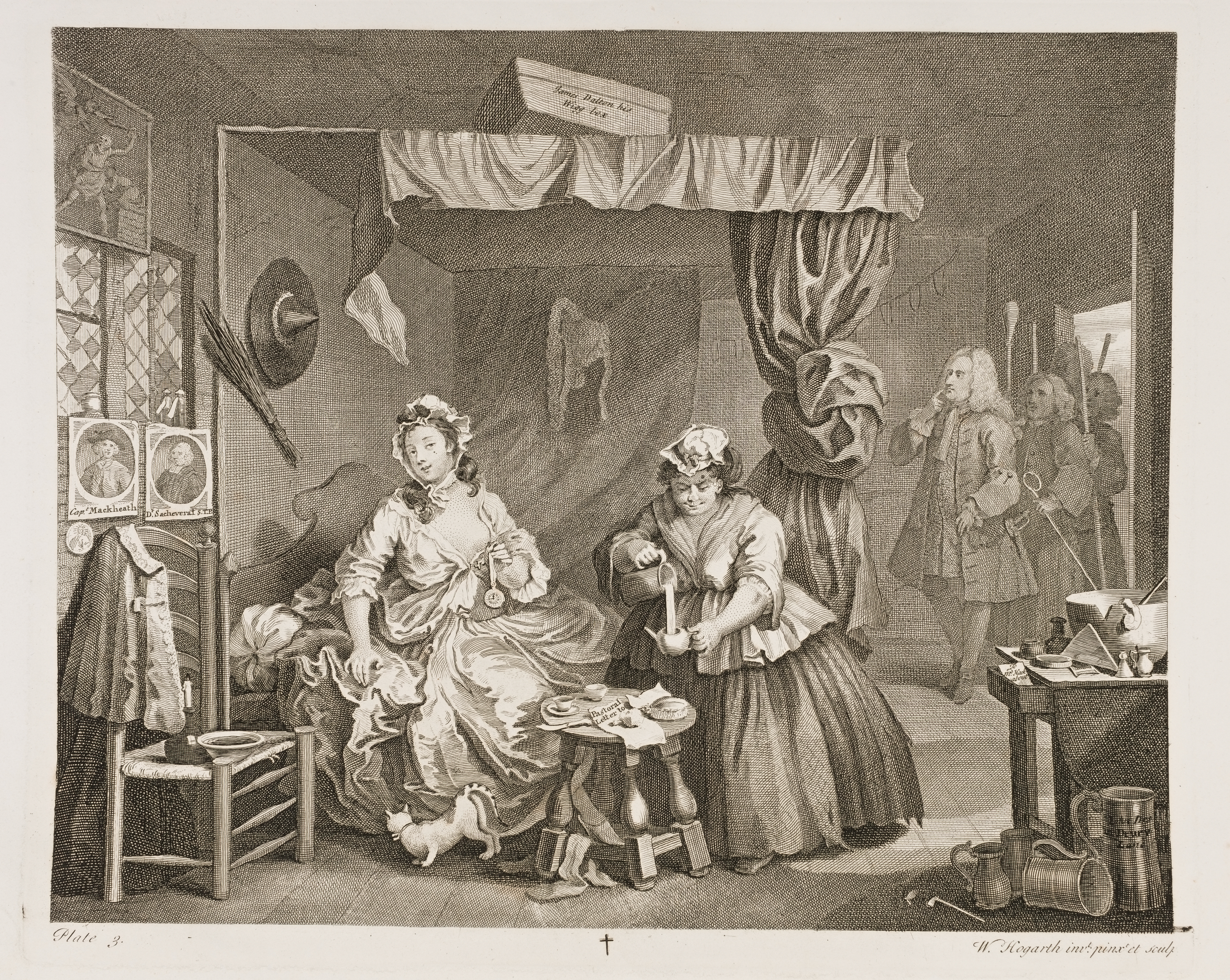
Obraz ze série Dráha prostitutky

Dalším mezníkem byly příběhy William Hogartha, jehož série obrazů Dráha prostitutky (1731) a Dráha zhýralce, později přepracované na série rytin, patřily k nejpopulárnějším tiskům své doby. Ochrana práv autora byla popudem k vývoji copyrightu.

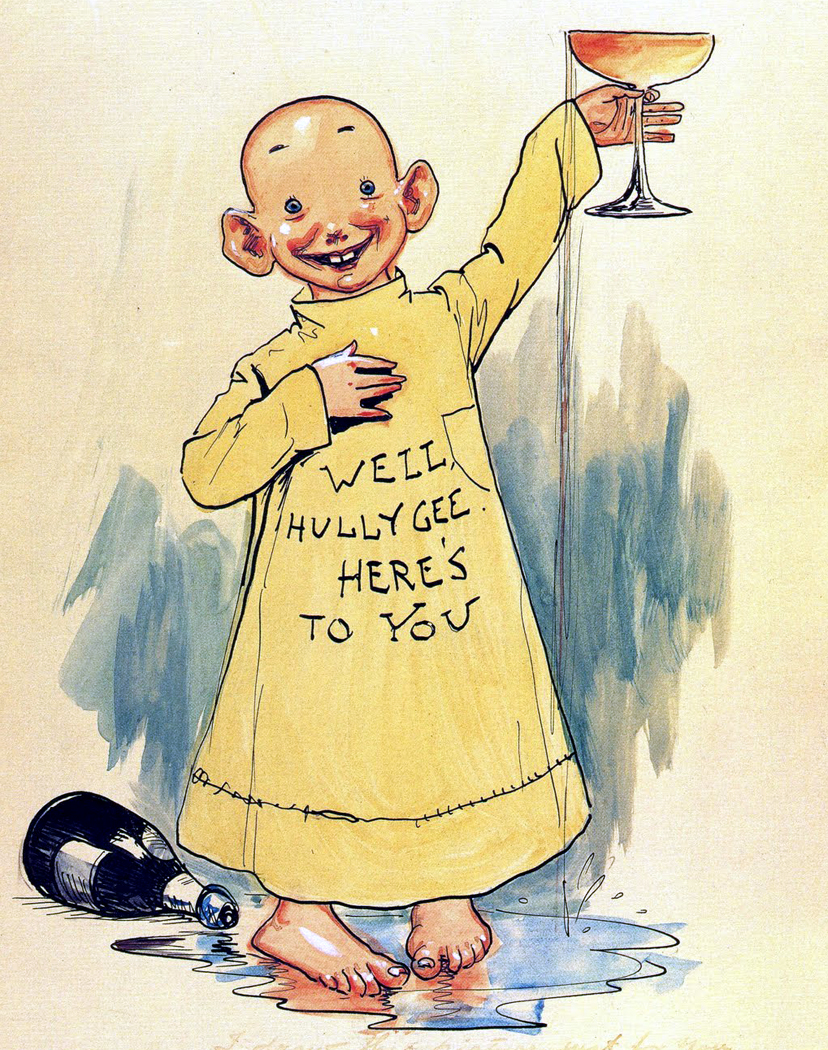
Yellow Kid, titulní postava prvního moderního komiksu

O spojení sekvencí obrazů a písma, a vytvoření základu moderního komiksu se zasloužil Rodolphe Töpffer. Vydával přibližně v polovině 19. století řadu kreslených satirických příběhů. Své dílo bral ale jen jako zábavu a rozptýlení, nikoliv jako převratný vynález.
Určení prvního moderního komiksu není jednoznačné. Mohl to být původně časopisecký seriál Max a Moritz německého kreslíře Wilhelma Busche, knižně vydaný roku 1865. Podle Američanů jej stvořil až v roce 1897 Richard Outcault, když publikoval v časopise New York World svůj strip Yellow Kid (Žluté dítě). Datum 16. února 1896 se také počítá jako „Den zrození komiksu“.

## Komiks dnes

### Svět
Ve světě má dnes komiks 3 hlavní těžiště: anglo-americký, belgo-francouzský a japonský. Každý z těchto okruhů má svou dlouhodobou komiksovou tradici a vyznačuje se svým specifickým stylem. Ač se to může zdát překvapivé, největším producentem komiksů je právě Japonsko. V této zemi se komiksu říká manga a jelikož se tam vyvíjel naprosto odděleně, má mnoho charakteristických prvků (ať už se jedná o kresebnou stylizaci, nebo samotnou formu vyprávění). Komiksová forma zde velmi spolupracuje s typickými filmy a seriály, které jsou nazývané také anime.

### USA
V Americe se z počátku 20. století stále více rozšiřovala nabídka každodenních stripů a lidé si na formu komiksu zvykli. Prvním moderním komiksovým albem byl až v 30. letech Action Comics s hlavním hrdinou Supermanem, který odstartoval Zlatý věk komiksu a spustil poptávku po superhrdinských komiksech. Poptávka po komiksech v 50. letech klesla, 60. léta ale znamenaly opět nárůst jejich obliby. 21. století znamená hlavně rozmach filmů, na komiksech založených – svého filmového zpracování se dočkali mimo jiné X-Men, Spider-Man, Hellboy, Ghost Rider, Fantastic Four, Sin City, 300 (komiks), Z pekla, Liga výjimečných. V kontrastu k těmto mainstreamovým komiksům vypuklo v 60. letech v USA undergroundové komiksové hnutí, vedené umělcem Robertem Crumbem. Dodnes tvoří protipól amerických superhrdinských komiksů, i když důraz na "underground" není tolik markantní.

### Česko
V Česku je historicky známý komiks Rychlé šípy, spjatý s dílem Jaroslava Foglara. Nejvýznamnějším českým komiksovým dílem je však určitě Octobriana – podvodný komiks v Česku příliš neznámý, avšak jako jediné české dílo významnou měrou ovlivnil vývoj světového komiksu. Tento komiks, původně nazvaný Amazona, vytvořili v 70. letech umělci Bohumil Konečný a Zdeněk Burian. Těm jej však odcizil Petr Sadecký, přeměnil jej na Octobrianu a v zahraničí vydával za dílo ruského undergroundu. Velmi populární je v Česku též dětský komiksový seriál Čtyřlístek. Z modernějších komiksů se díky časopisu Reflex staly oblíbenými původní české komiksy Zelený Raoul nebo Hana a Hana, známý je též komiks Jaroslava Rudiše Alois Nebel, který vyšel ve třech knižních svazcích, poté vycházel ve formě stripu v časopisu Reflex a posléze v Respektu.

## Příklady vydavatelství komiksů
- DC Comics
- Marvel Comics
- Dark Horse Comics

## Světoví autoři komiksů
- Max Andersson
- Jim Davis
- Neil Gaiman
- René Goscinny
- Alejandro Jodorowsky
- Masaši Kišimoto
- Stan Lee
- Frank Miller
- Alan Moore
- Jean Ollivier
- Marjane Satrapiová
- Paolo Eleuteri Serpieri
- Joann Sfar
- Art Spiegelman
- Lewis Trondheim

## Čeští autoři komiksů a komiksových seriálů
- Marko Čermák
- Dan Černý
- Jiří Grus
- Karel Jerie
- Kakalik
- Tomáš Kučerovský
- Štěpán Mareš
- Michal Menšík
- Jaroslav Němeček
- Kája Saudek
- Ondřej Sekora
- Klára Smolíková
- Honza Smolík
- Vladimir 518

## Formy komiksu
- Strip (2–6 okének, vychází většinou časopisecky)
- Komiksové album (většinou formátu A4, nejčastější je album tzv. "francouzského typu" – 48 stran)
- Grafický román (komiksová kniha, někdy spojení několika krátkých příběhů)
- Komiksový časopis
  - Komiksový fanzin (několik komiksů najednou od různých autorů, většinou je neziskový)
  - Komiksová série či minisérie (vznik v USA, komiks vychází na pokračování v časopisech většinou formátu A5)
  - Polokomiksový časopis (komiks funguje jako jedna z částí časopisu)
- Webový komiks (delší příběh nebo série příběhů, často složený z (dějově) navazujících stripů)